# 都城駅
都城駅（みやこのじょうえき）は、宮崎県都城市栄町にある、九州旅客鉄道（JR九州）の駅である。事務管コードは▲940511。
本稿では、駅周辺にある日本貨物鉄道（JR貨物）の施設である都城オフレールステーションについても記述する。

## 概要
宮崎県南部の主要都市である都城市の代表駅で、全列車が停車する。日豊本線を所属線とし、当駅が終点である吉都線を加えた2路線が乗り入れている。日豊本線の普通列車のうち、主に鹿児島中央駅方面からの一部列車が当駅折り返しで運行されている。2021年3月12日のダイヤ改正までは特急「きりしま」のうち下り1本が当駅止まり（朝は西都城始発）で運行されていた。
なお都城市の中心部には隣の西都城駅の方が近く、宮崎方面からの普通列車も大半が西都城駅折返しとなっている。
また、2021年3月13日より九州地方では最も遅く普通列車の最終列車が到着する駅（宮崎発23時半過ぎ）となっていたが、2022年9月23日のダイヤ改正で行われた宮崎発の最終列車の大幅繰上げにより、筑肥線の筑前前原駅にこの座を譲った。

## 歴史
都城の町に最初に出来た駅が当駅である。当時九州の南側に伸びる唯一の鉄道であった鹿児島本線（現・肥薩線）吉松駅から、宮崎方面に向かう宮崎線の終着駅として1913年（大正2年）に開業した。1914年（大正3年）に宮崎線は三股駅まで延伸し、1916年（大正5年）に青井岳駅と清武駅の間の開通を以って吉松駅から当駅を経て宮崎駅まで線路がつながった。
1923年（大正12年）に小倉駅から都城駅を経て吉松駅までが日豊本線とされた。当時は、都城と鹿児島方面は吉松回りで結ばれていたが、財部経由で短絡しようという気運が高まった。そして、1932年（昭和7年）に都城と隼人を直結する路線が全通した。このことを受けて同じ日に小倉駅から当駅、西都城駅、隼人駅を経て鹿児島駅までが日豊本線となり、当駅から小林駅を経て吉松駅を結ぶ路線は吉都線として分離された。なお志布志線は、当駅からではなく西都城駅からの路線に変更されている。

### 年表
- 1913年（大正2年）10月8日：鉄道院宮崎線の駅として、谷頭 - 都城間開通と同時に開業[6]。
- 1922年（大正11年）9月27日：駅舎を改築。
- 1923年（大正12年）1月14日：志布志線が末吉駅まで開通[6]。
- 1929年（昭和4年）4月28日：国都東線 西都城 - 財部間が開通。
- 1932年（昭和7年）12月6日：大隅大川原 - 霧島神宮駅開通により日豊本線小倉 - 宮崎 - 当駅 - 財部 - 鹿児島駅間が全通[6]。
- 1935年（昭和10年）11月10日-13日：沿線で陸軍特別大演習が実施される。昭和天皇乗車のお召し列車が都城駅を中心に運行[7]。
- 1945年（昭和20年）8月6日：都城大空襲により駅構内全焼。
- 1949年（昭和24年）6月4日：都城市に昭和天皇の戦後巡幸。お召し列車が発着[8]。
- 1970年（昭和45年）10月1日：コンテナ取扱開始。
- 1971年（昭和46年）10月1日：旅行センター開設。
- 1975年（昭和50年）3月25日：3代目となる現在の駅舎に改築[6]。
- 1977年（昭和52年）5月25日：コンテナ貨物取扱廃止。
- 1984年（昭和59年）2月1日：コンテナ貨物取扱再開。
- 1986年（昭和61年）11月1日：荷物・貨物取扱廃止[2]。都城コンテナセンター設置[2]。
- 1987年（昭和62年）4月1日：国鉄分割民営化により九州旅客鉄道（JR九州）の駅となる[6]。都城コンテナセンターはJR貨物が継承。
- 2006年（平成18年）4月1日：都城コンテナセンターが都城オフレールステーションに改称。
- 2013年（平成25年）3月27日：車両基地跡地に都城太陽光発電所が稼働開始する。
- 2014年（平成26年）
  - 3月15日：駅のバリアフリー化が完了。跨線橋とエレベーターが新設される。また、この日より都城太陽光発電所内にて除草実験のためヤギの飼育が始まる。
  - 3月17日：バリアフリー化に伴い、それまで駅構内のホームを連絡していた地下通路が閉鎖される。
- 2022年（令和4年）4月1日：宮崎支社発足により、鹿児島支社から同支社へ移管[9]。それに伴い、吉都線・日向庄内駅との間に鹿児島支社との支社境が設定された。
- 2023年（令和5年）
  - 4月1日：都城駅長廃止。JR九州サービスサポートによる業務委託駅となる。
  - 10月1日：駅体制の見直しに伴い、九州旅客鉄道本体による直営駅へと変更される[10]。

## 駅構造
駅舎に接する単式ホーム1面1線と島式ホーム2面4線の計3面5線及び複数の留置線の設備を有する地上駅で、夜間滞泊も行われる。駅舎に接する単式ホームが1番のりば、島式ホームが2番のりば（3番線）、3番のりば（4番線）と4番のりば（5番線）、5番のりば（6番線）となっている。1番線の隣にはかつての貨物ホーム、1番線と3番線の間の中線（2番線）は撤去されており往年の繁栄を偲ばせる。以前は2・3番のりばホーム上にキオスクと軽食屋が存在し、駅弁も販売されていたが撤退した。2014年3月15日バリアフリー化工事が完了し、跨線橋と各ホームにエレベーターが設置された。かつては地下道で連絡しており、天井は非常に低かった。
| 番線  | 路線      | 方向 | 行先                         |
| ----- | --------- | ---- | ---------------------------- |
| 1 - 3 | ■日豊本線 | 上り | 南宮崎・宮崎方面             |
| 1 - 3 | ■日豊本線 | 下り | 隼人・鹿児島・鹿児島中央方面 |
| 4 - 5 | ■吉都線   | -    | 小林・吉松方面               |

備考
- 駅舎は鉄筋コンクリート造りの2階建てで、1975年（昭和50年）3月に完成したものである[1]。かつては旅行センターも存在したが廃止され、跡地は駅長室になっている。
- 駅舎内部にはみどりの窓口（営業時間7時30分〜19時00分）や自動券売機（インターネット予約取扱5時00分〜23時20分）が設置されている[12]。自動改札機はなく、SUGOCAもエリア外で使えない。2022年4月よりJR九州サービスサポートによる業務委託駅となるも、業務委託駅の直轄化により、半年後に直営駅となった。ただし、駅長職の設置はなく、宮崎駅管理下となる。

## 都城オフレールステーション
都城オフレールステーション（略称・都城ORS）は、駅の南側にあるJR貨物のコンテナ集配基地である。コンテナ貨物（12フィートコンテナ）のみを取り扱っており、貨物列車代替のトラック便が1日5.5往復（当駅発が6本）、鹿児島貨物ターミナル駅との間に設定されている。
1986年（昭和61年）11月に駅での貨物取扱が廃止され、代替として都城コンテナセンターが設置された。その後2006年（平成18年）4月に都城オフレールステーションに改称した。駅で貨物取扱を行っていた頃は、日本たばこ産業都城工場（2005年3月閉鎖）などへの専用線が駅から分岐していた。

## 駅弁

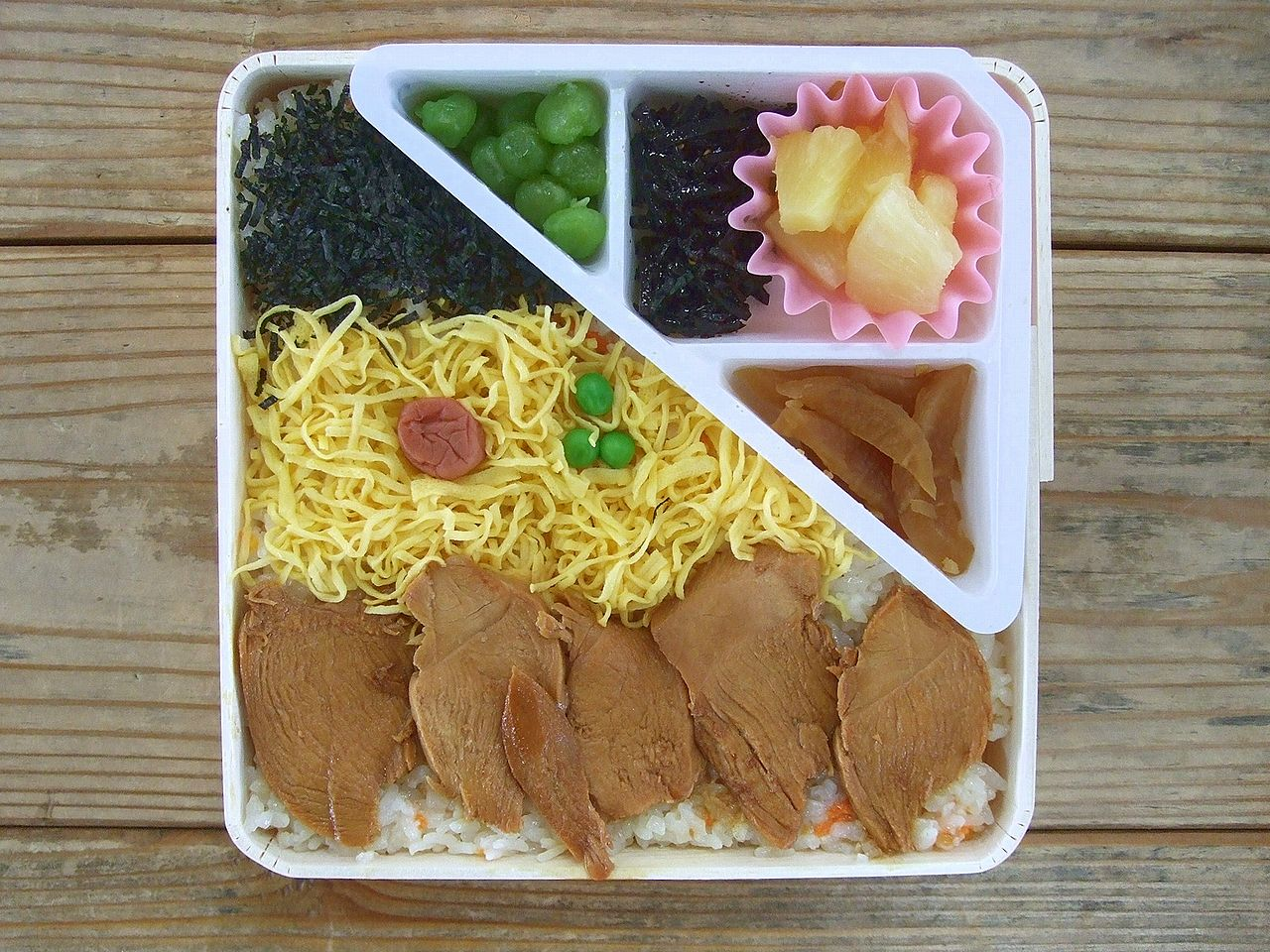
かしわめし

西都城駅前に本店を置く「せとやま弁当」が都城駅前にも店舗を置いている。1955年（昭和30年）から販売されているかしわめしが有名で、都城駅の駅弁として紹介される場合もある。
主な駅弁は下記の通り。
- かしわめし
- 幕の内弁当

## 利用状況
2023年（令和5年）度の1日平均乗車人員は964人である。
近年の1日平均乗車人員の推移は以下の通り。
| 年度   | 1日平均 乗車人員 | 出典   |
| ------ | ---------------- | ------ |
| 1995年 | 1,565            | -      |
| 1996年 | 1,476            | -      |
| 1997年 | 1,394            | -      |
| 1998年 | 1,386            | -      |
| 1999年 | 1,330            | -      |
| 2000年 | 1,286            | -      |
| 2001年 | 1,320            | -      |
| 2002年 | 1,355            | -      |
| 2003年 | 1,309            | -      |
| 2004年 | 1,214            | -      |
| 2005年 | 1,215            | -      |
| 2006年 | 1,202            | -      |
| 2007年 | 1,205            | -      |
| 2008年 | 1,188            | -      |
| 2009年 | 1,127            | -      |
| 2010年 | 1,090            | -      |
| 2011年 | 1,087            | -      |
| 2012年 | 1,108            | -      |
| 2013年 | 1,152            | -      |
| 2014年 | 1,112            | -      |
| 2015年 | 1,094            | -      |
| 2016年 | 1,111            | [ 18 ] |
| 2017年 | 1,083            | [ 19 ] |
| 2018年 | 1,108            | [ 20 ] |
| 2019年 | 1,087            | [ 21 ] |
| 2020年 | 800              | [ 22 ] |
| 2021年 | 799              | [ 23 ] |
| 2022年 | 903              | [ 24 ] |
| 2023年 | 964              | [ 17 ] |

## 駅周辺
駅前にはホテルや大規模商業施設などがある。なお、都城市街地は西都城駅が最寄り駅となる。
- 都城市立祝吉小学校
- 都城市立祝吉中学校
- 宮崎県立都城農業高等学校
- 都城北原郵便局
- 都城市立小松原中学校
- 都城市立大王小学校
- 神柱公園
- 都城市立妻ヶ丘中学校
- 都城市立東小学校
- 宮崎県立都城泉ヶ丘高等学校
- イオンモール都城駅前
- 国道10号
- 国道269号
- アパホテル〈宮崎都城駅前〉
- ホテル・アルファ―ワン都城

## バス路線
- 都城駅前 - 駅前ロータリー内バス停。
  - 宮崎交通
    - 特急：高速都城北入口 - 宮崎空港 - 宮崎駅
    - 特急：市立図書館前 - 西都城駅
    - 1,2,3,6：市立図書館前 - 西都城駅 - 久保原（都原団地経由・蓑原経由）
    - 1,3：上郡元 - 都城ショッピングセンター
    - 2,20,21,33,34,40,41,42,43：イオンモール
    - 6：イオンモール - 菖蒲原
    - 20：市立図書館前 - 南九州大学 - 三股駅
    - 21：市立図書館前 - 豊満 - 宮村
    - 30：市立図書館前 - 市役所前 - 聖ドミニコ学園前 - 梅北 - 川原谷
    - 30：イオンモール - イオン都城
    - 33,34：市立図書館前 - 市役所前 - 安久温泉（下安久経由・中郷中学経由）
    - 40,41,42,43：市立図書館前 - 西都城駅 - かかしの里ゆぽっぽ - 山田 - 平山・熊野神社前
    - 51,52：イオンモール - 高崎 - 小林駅
    - 51,52：イオンモール - 市立図書館前 - 西都城駅 - 藤元総合病院前 - イオン都城
    - 60,61：山之口 - 上野上・青井岳温泉
    - 60,61：市立図書館前 - 西都城駅

  - 高崎観光バス
    - 都城市役所 - 田野 - 霧島神宮

  - 鹿児島交通
    - 西都城駅 - 末吉 - 岩川 - 松山 - 志布志
    - イオンモール - 都城高専前
    - 都城
- 都城（鹿児島交通） - 駅の南側約300mの旧鹿児島交通都城営業所跡地。
  - 西都城 - 末吉 - 岩川 - 松山 - 志布志
  - 通山 - 柴建 - 牧之原ドライブイン
  - 西都城 - 財部・柴建・吉ヶ谷公民館
  - 岩川 - 鹿屋

かつてはJR九州バス都城線（末吉・油津駅方面）が運行されていた。

## 隣の駅
九州旅客鉄道（JR九州）
■日豊本線
- 特急「きりしま」停車駅

■普通
三股駅 - 都城駅 - 西都城駅
■吉都線
日向庄内駅 - 都城駅